# رنتسو کونتراتو
رنتسو کونتراتو (ایتالیایی: Renzo Contratto؛ ‏تلفظ در ایتالیایی: [ˈrɛntso]؛ ‏ زادهٔ ۵ دسامبر ۱۹۵۹) بازیکن فوتبال اهل ایتالیا است.
از باشگاه‌هایی که در آن بازی کرده‌است می‌توان به باشگاه فوتبال فیورنتینا، باشگاه فوتبال آلساندریا، باشگاه فوتبال اودینزه، باشگاه فوتبال آتالانتا، و باشگاه فوتبال پیزا اشاره کرد.
وی همچنین در تیم ملی فوتبال زیر ۲۱ سال ایتالیا بازی کرده‌است.